# 鄭玉良
鄭 玉良（チョン・ユイリャン）は、アメリカ合衆国の暗号学者。アラバマ大学バーミンガム校コンピュータサイエンス学部学部長。

## 人物・経歴
1982年に南京工業大学でコンピュータサイエンスを専攻して優秀な成績で卒業後、横浜国立大学で工学修士を取得し、1991年横浜国立大学大学院工学研究科修了、工学博士。指導教官は今井秀樹。
オーストラリア国防大学博士研究員、ウーロンゴン大学教授、モナシュ大学教授を経て、2001年からノースカロライナ大学シャーロット校教授を務め、情報セキュリティ保証センター（ISAC）を設立した。2003年電気通信普及財団テレコムシステム技術賞受賞。
2015年からアラバマ大学バーミンガム校の教授となり、コンピュータサイエンス学部学部長に就任した。国際標準化機構により国際標準とされている署名暗号化の先駆的研究で知られている。